# Apothekerassistent
Ein Apothekerassistent, umgangssprachlich auch Vorexaminierter, gehört zum pharmazeutischen Personal in der Apotheke.
Die Rechtsstellung regelt das „Gesetz über die Rechtsstellung vorgeprüfter Apothekeranwärter“ vom 4. Dezember 1973. Danach dürfen Personen, die die pharmazeutische Vorprüfung nach der „Prüfungsordnung für Apotheker“ vom 18. Mai 1904 (ZBl. S. 150) oder nach der „Prüfungsordnung für Apotheker“ vom 8. Dezember 1934 (RMBl. S. 769) bestanden haben (vorgeprüfte Apothekeranwärter), eine Tätigkeit unter der Berufsbezeichnung „Apothekerassistentin“ oder „Apothekerassistent“ ausüben (§ 1 Abs. 1 ApoAnwRstG).
Das Führen der Berufsbezeichnung und das Ausüben pharmazeutischer Tätigkeiten in der Apotheke können untersagt werden, wenn der Apothekerassistent sich eines Verhaltens schuldig gemacht hat, aus dem sich die Unzuverlässigkeit zur Ausübung des Berufs ergibt, oder in gesundheitlicher Hinsicht zur Ausübung des Berufs ungeeignet ist (§ 2 Abs. 1 ApoAnwRstG). Die Berufsbezeichnung unberechtigt zu führen, ist ordnungswidrig (§ 3 Abs. 1 ApoAnwRstG).
Von den Apothekerassistenten zu unterscheiden sind die Apothekenassistenten, welche eine Ausbildung in der DDR gemacht haben.

## Ausbildungsgang
Bis 1969 bestand die Ausbildung zum Apotheker aus einer zwei Jahre dauernden Lehre in einer Apotheke mit anschließendem, mindestens drei Jahre (sechs Semester) dauerndem Pharmaziestudium. Die Lehre war rentenversicherungspflichtig und wurde mit dem pharmazeutischen Vorexamen abgeschlossen. Personen, die die weitere Ausbildung zum Apotheker nicht vollendeten, dürfen die Bezeichnung „Apothekerassistent“ führen.
Seitdem die praktische Ausbildung des Apothekers nach Abschluss des Pharmaziestudiums als Pharmaziepraktikant absolviert wird, werden keine Apothekerassistenten mehr ausgebildet. Als absehbar wurde, dass der Beruf des Vorexaminierten auslaufen würde, wurde im Jahre 1968 der neue Beruf „Pharmazeutisch-technischer Assistent“ geschaffen. Apothekerassistenten findet man im aktiven Berufsleben inzwischen nur noch vereinzelt.

## Tätigkeit
Der Apothekerassistent ist befugt, pharmazeutische Tätigkeiten nach Maßgabe der Apothekenbetriebsordnung in der Apotheke unter der Verantwortung eines Apothekers auszuüben (§ 1 Abs. 2 ApoAnwRstG). Er darf den Apothekenleiter nach Meldung bei der zuständigen Behörde bis zu vier Wochen im Jahr vertreten, wenn er hinsichtlich seiner Kenntnisse und Fähigkeiten dazu befähigt ist und im Vorjahr mindestens sechs Monate hauptberuflich in seinem Beruf in einer öffentlichen Apotheke oder Krankenhausapotheke gearbeitet hat. Apothekenleiter einer krankenhausversorgenden Apotheke oder mit mehreren Filialapotheken, sowie nach neuer Apothekenbetriebsordnung verblisternde  oder Parenteralia herstellende Apotheken, dürfen sich nur von einem Apotheker vertreten lassen.

## Aktuelle Situation
Im Jahr 2023 waren 3706 (2010: 7701) Apothekerassistenten und Pharmazieingenieure in den öffentlichen Apotheken in Deutschland beschäftigt.
Das Gehalt der Apothekerassistenten in der Apotheke wird durch den Gehaltstarif geregelt. Die Tarifverträge im Apothekenwesen werden zwischen „ADEXA – Die Apothekengewerkschaft“ und dem ADA (Arbeitgeberverband Deutscher Apotheken) bzw. der Tarifgemeinschaft der Apothekenleiter (TGL) Nordrhein abgeschlossen.